# 白花鬼针草
白花鬼针草（学名：Bidens alba），又稱大花咸豐草、白花婆婆針、鬼针草，为菊科鬼针草属下的一个种。其种加词“alba”意为“白色的”。

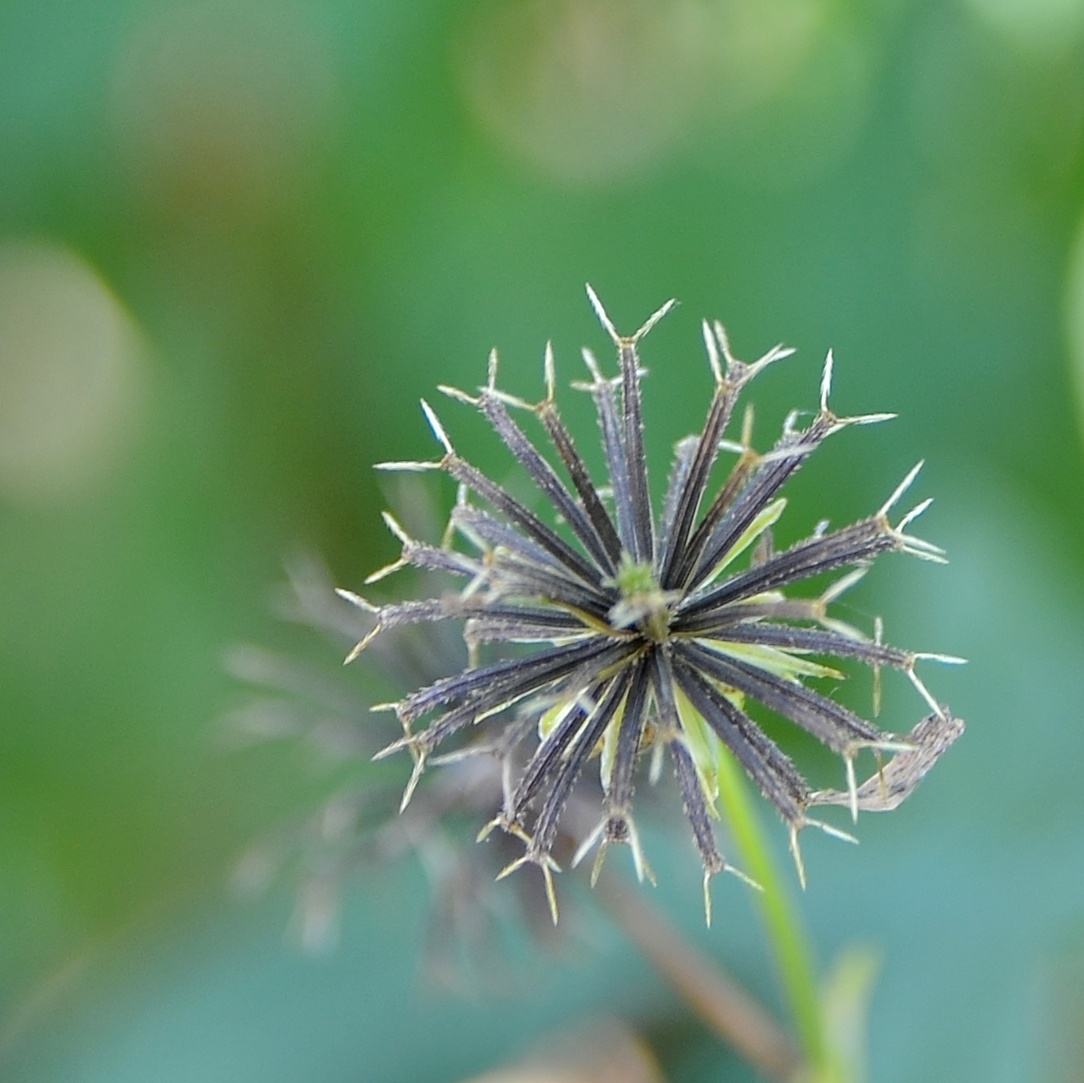
鬼針草果實

## 物種描述
白花鬼針草與同屬鬼針草種群的小白花鬼針（Bidens pilosa var. minor）及白花鬼針（Bidens pilosa var. pilosa）在營養生長期的外觀形態極為相似。多年生草本，高可達近2公尺。莖方形，具明顯縱稜。葉單葉、三出葉至羽狀裂葉或羽狀複葉；羽片卵形或披針形，頂羽片較大，先端銳尖，葉粗鋸齒緣。頭花頂生或腋生，繖房狀排列。外層總苞片匙形，具緣毛，內層苞片披針形。舌狀花白色，偶略於脈呈紫紅色，花冠長1-1.5 cm。心花黃色。瘦果黑色，具2或3條具逆刺之芒狀冠毛，可附著於人畜身上，而傳播至遠處。本種可生成不定根。
本變種具有強烈的自交不親和性，同種群的小白花鬼針及白花鬼針等變種皆無此現象。

## 別名
白花鬼針草有許多別名，如咸豐草、大花鬼針草、大花婆婆針、大白花鬼針、同治草、黏人草、錦洲草、南方草、刺針草、肝炎草等。
客家語稱蝦公夾，另也有別名錦洲草。

## 入侵性

### 台灣
台北縣蘆洲鄉（今 新北市蘆洲區）蜂農李錦洲為改善蜂農的經濟情況，於1976年從琉球引進了全年開花的蜜源植物白花鬼针草，並於1981年的養蜂會議上鼓勵全國蜂農栽植，將種子免費送給中南部的蜂農，並刻意沿中山高速公路播灑種子，成功增加蜂蜜的產量，台灣養蜂協會為了紀念他的貢獻，還將白花鬼针草取名為「錦洲草」。白花鬼針於1984首次確認入侵，目前已佔據中低海拔的草地，嚴重危害本土植物的生存空間。
在台灣，同屬鬼針草種群的變種還有小白花鬼針及白花鬼針，但上述兩變種僅被視為歸化種，而大白花鬼針則被視為入侵種，甚至名列台灣二十大危害力最高的入侵植物之一，這樣的差異與本變種的生存策略相關。相對另外兩變種，本變種分配於腋芽的資源比重較其他植物為高，也是其中唯一會長出次級腋芽者，且本變種基部腋芽的生長角度，相較其他兩者更為水平，有利其腋芽接觸到地面，生成不定根。
大花咸豐草在成功侵入本島後，正以其極具侵略性的拓展能力，逐步掠奪其他植物之生育地，不只干擾了原生雜草、花卉的生長，造成原生物種數量銳減，並使原生昆蟲改變覓食習性，嚴重影響原生物種的繁衍與生存。

## 用途

### 蜜源植物
大部分白花鬼针草為蜜源植物，可以增加蜜蜂產蜜量及吸引蝴蝶。台灣於1976年引進白花鬼針草，即是希望能增加蜂農的產蜜量。

### 食用
鬼针草是聯合國農糧組織認定的食用植物，幼嫩莖葉可以炒食或煮湯。臺灣原住民族阿美族會食用較嫩的莖葉部分，洗淨之後便可炒食、煮湯或燙熟後加點調味。較老的莖葉亦可燉排骨湯，也可煮開水喝，是夏季清涼茶的絕佳原料；排灣族在煮野菜粥時，也會在其中加入一些。咸豐草亦為製作青草茶和醬料的重要原料。漠南非洲的居民會取鬼針草種群的嫩芽和嫩葉作為蔬菜煮食，烏干達居民則會與酸奶共同烹煮。老葉具有苦澀味，較少食用。
烏干達和墨西哥居民則會將其葉子作為提神劑。菲律賓居民則會將其用於釀酒。

### 藥用
白花鬼針草被多個非洲、亞洲及美洲多個民族採用作為藥草使用。在台灣，白花鬼針草被作為藥草及青草茶原料使用。目前白花鬼針草已有研究報導的藥效包含抗氧化、抗微生物、抗腫瘤、止瀉、抗發炎、利尿、肝臟保護、降血壓，以及抗糖尿病等等。在印度密索藍被稱為vawkpuithal，可以治療各種疾病和感染，通常用於風濕，腹瀉，耳朵、眼睛和牙齒疼痛問題。有治療瘧疾、皮膚感染、胃和肝疾病的悠久的民族醫學歷史。被證實是天然的抗菌劑，並可抗炎、保肝，及抵抗多種癌細胞的細胞毒性。

#### 抗氧化效果
白花鬼針草含有豐富的黃酮類化合物，光葉子中就高達5%，主要的類型是查爾酮類（chalcones）和黃酮醇類 （flavonols）。此外，白花鬼針草還擁有多炔類化合物及咖啡酸之酚酸類等化合物，在白花鬼針草大多以糖苷形式表現。這些化合物被認為具有抗氧化活性。

#### 抗微生物作用
白花鬼針草的甲醇萃取物可以抑制多種細菌，已知有效果的細菌包含金黃色葡萄球菌（Staphylococcus aereus）、表皮葡萄球菌（Staphylococcus epidermidus）、臘樣芽孢桿菌（Bacillus cereus）、克氏庫克菌（Micrococcus kristinae）、糞腸球菌（Streptococcus faecalis）、大腸桿菌（Escherichia coli）、綠膿桿菌（Pseudomonas aeruginosa）、福氏志賀氏菌（Shigelia flexneri）、克雷伯氏肺炎菌（Klebsella pneumoniae），以及黏質沙雷氏桿菌（Serratia marcescens）。
白花鬼針的萃取物也能抑制少數真菌生長，對產黃青黴菌（Penicilium notatum）抑制效果尤佳，但對黃麴黴（Aspergillus flavus）效果不佳。也有研究報導白花鬼針草萃取物對抗瘧疾的效果。

#### 抗腫瘤作用
白花鬼針草有多種化學成分曾被報導具有抗腫瘤效果，其中木犀草素已知可以具有多層面的抗癌效果，紫鉚花素（Butein）則能抑制大腸腺癌的增生。矢車菊黃素（centaureidin）可能可以對抗B淋巴瘤。

### 抗糖尿病作用
台灣中央研究院的楊文欽教授發現白花鬼針草擁有聚多炔糖苷（cytopiloyne）可以經過控制胰島細胞的鈣離子與鉀離子通道，來增加細胞中胰島素分泌，以及保護胰島細胞。

### 飼料
南非居民會將本種作為豬的飼料使用；本種種子可以作為雞飼料使用。但本物種不建議作為產乳動物的飼料，因為白花鬼針具有相當豐富的芳香酯，會造成生產出來的乳製品有味道。近年有採摘作為兔子、陸龜等寵物草料者。但開花後纖維較粗，寵物取食意願會降低，故多在幼時採摘使用。

### 其他利用
在肯亞的納紐基，居民會使用鬼針草萃取物作為染劑。剛果民主共和國的埃菲族（Efé）則會將根烘乾，作為油漆刷使用。
化學篩選研究表明大花咸豐草含有苯丙烷、聚乙炔、多酚、三萜、皂素和生物鹼。其藥物特性似乎與生物活性植物化學化合物有關，尤其是倍半萜內酯和聚乙炔，可以抑制病菌和類黃酮的生長，是有效的消炎藥。其植物化學物質和精油含有可開發利用量的酚類化合物，具有清除自由基的潛力。

## 同種異名
- Bidens abortiva Schumach. & Thonn.
- Bidens alba var. radiata (Sch.Bip.) R.E.Ballard
- Bidens bonplandii Sch.Bip.
- Bidens brachycarpa DC.
- Bidens caucalidea DC.
- Bidens daucifolia DC.
- Bidens deamii Sherff
- Bidens decumbens Greenm.
- Bidens exaristata DC.
- Bidens inermis S.Watson
- Bidens leucantha Poepp. ex DC.
- Bidens leucanthema (L.) Willd.
- Bidens leucanthema var. humilis Walp.
- Bidens odorata var. chilpancingensis R.E.Ballard
- Bidens odorata var. oaxacensis R.E.Ballard
- Bidens odorata var. rosea (Sch.Bip.) Melchert
- Bidens oxyodonta DC.
- Bidens pilosa var. albus (L.) O.E.Schulz
- Bidens pilosa var. brachycarpa (DC.) O.E.Schulz
- Bidens pilosa f. decumbens (Greenm.) Sherff
- Bidens pilosa var. leucanthema (L.) Harv.
- Bidens pilosa var. radiata (Sch.Bip.) J.A.Schmidt
- Bidens pilosa subvar. radiata (Sch.Bip.) Pit.
- Bidens pilosa f. radiata Sch.Bip.
- Bidens ramosissima Sherff
- Bidens rosea Sch.Bip.
- Coreopsis alba L.
- Coreopsis leucanthema L.
- Coreopsis odoratissima Cav. ex Pers.
- Cosmos pilosus Kunth
- Cosmos tenellus Kunth
- Kerneria leucanthema (L.) Cass.
- Kerneria pilosa var. radiata (Sch.Bip.) Lowe